# Potpomognuta difuzija
Potpomognuta difuzija (eng. facilitated diffusion) je jedan od načina prolaza vodi i ionima kroz staničnu membranu. Prvi je jednostavna difuzija (obična difuzija) preko kanalnih proteina. Drugi je preko bjelančevine nosača (eng. carrier protein), a ovisno o tome je li konformacijska promjena nosača zahtijeva utrošak metaboličke energije ili ne, transport može biti ili potpomognuta difuzija ili aktivni transport. Za neometani prolaz vode služe posebni proteini akvaporini.
Nasuprot aktivnom prijenosu, energija u potpomognutoj difuziji koja će osigurati prijenos pribavlja se iz toplinske energije nasumičnog gibanja. Zbog toga se i ovdje neto prijenos zbiva pravcem od veće ka nižoj koncentraciji. Razliku čini prisustvo prijenosne bjelančevine (transportnog proteina) koja osigurava prolaz molekuli kroz membranu. Ograničenja u procesu su ograničenost broja raspoloživih prijenosnih bjelančevina i potrebno vrijeme svakog prijenosa kad bjelančevina prelazi u drugo stanje i potom se vraća u prvobitni oblik spreman za novi prihvat. Zbog tih ograničenja potpognuta difuzija ima znakove saturacijske kinetike, što znači da neto difuzijski transmembranski protok ne može biti veći od određene najveće veličine.
Procesom potpomognute difuzije u stanice ulazi glukoza i većina aminokiselina. Inzulin uvelike određuje prijenos glukoze putem utjecaja na unutarstaničnu sintezu nosača, to jest inzulin je određivač.